# ФК Нитра
„Ни́тра“ (на словашки: Futbalový klub Nitra) е словашки футболен клуб от Нитра. Домакинските си срещи играе на стадион „Под Зобором“. Основан през 1909 г., „Нитра“ е един от най-старите клубове в Словакия. В шампионатите на Чехословакия клубът се бори за спасение във Висшата лига (четири пъти влиза и отпада от нея), но през 1962 г. печели „сребърен медал“, само на три точки от пражката Дукла.

## Успехи
Чехословакия

### Национални
- Шампионат на Чехословакия по футбол (1925 – 1993)
  -  Вицешампион (1): 1961/62
  -  Бронзов медал (1): 1988/89
- 1.SNL (|Шампионат на Словакия по футбол) (1969 – 1993)
  -  Шампион (3): 1978/79, 1985 – 86, 1991 – 92

### Международни
- Купа Митропа:
  -  Финалист (1): 1961

 Словакия
- Цоргон лига (|Словашка лига) (1993 –)
  -  Бронзов медал (1): 2007/08
- (Купа на Словакия) (1961 –)
  -  Финалист (4): 1974/75, 1982/83, 1986/87, 1990/91
- (Словашка втора дивизия) (1993 –)
  -  Шампион (3): 1994/95, 1997/98, 2004/05
  -  Сребърен медал (2): 2000/01, 2016/17

## Участия в европейските клубни турнири
Данните са от 8 октомври 2013 година
| Сезон                | Турнир         | Кръг | Съперник                | 1 мач | 2 мач |
| -------------------- | -------------- | ---- | ----------------------- | ----- | ----- |
| Купа на УЕФА 1989/90 | Купа на УЕФА   | 1К   | Кьолн                   | 1:4   | 0:1   |
| Купа Интертото 2006  | Купа Интертото | 1К   | Гревенмахер             | 6:2   | 6:0   |
|                      |                | 2К   | Днепър (Днепропетровск) | 2:1   | 0:2   |
| Купа Интертото 2008  | Купа Интертото | 1К   | Нефтчи (Баку)           | 0:2   | 3:1   |
| Лига Европа 2010/11  | Лига Европа    | 1Кв  | Дьор                    | 2:2   | 1:3   |

- Домакинските срещи са с удебелен шрифт

## Известни играчи
- Честмир Въчпалек
- Роберт Еж
- Щефан Сенецки
- Мирослав Стох
- / Станислав Цховребов

## Известни треньори
- Золтан Опата